# Erosión química

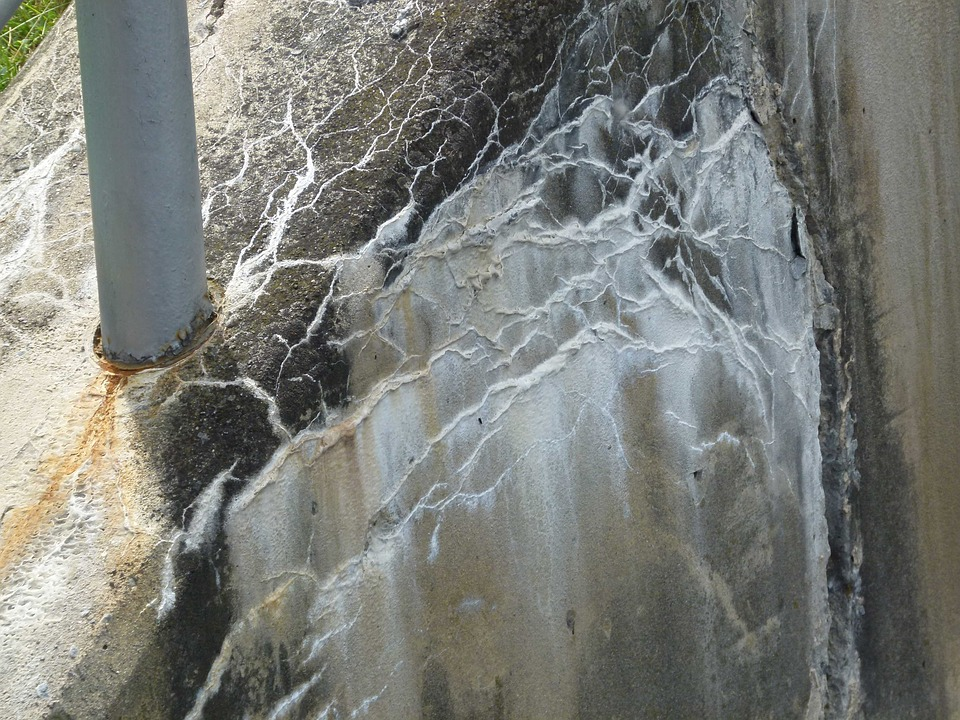
Erosión química y precipitación en una pared de cemento producto de meteorización.

La erosión química es la pérdida de masa de un material a causa de reacciones químicas. Una forma común de erosión química en materiales geológicos es la disolución de elementos en aguas. La erosión química de silicatos, un grupo de minerales que predomina en la corteza terrestre, es particularmente alta en zonas montañosas y aún más en zonas montañosas tropicales. En conjunto con la erosión de silicatos de una roca o sedimento suele darse la oxidación de pirita y otros sulfuros además de la oxidación de materia orgánica. Para efectos de cálculos de la erosión química a escala global algunos autores asumen que no hay erosión química significativa bajo los casquetes glaciares. Sin embargo hay científicos que sugieren que bajo los glaciares donde hay agua líquida en la base la erosión química es particularmente efectiva dada la existencia de fragmentos de roca y minerales frescos y con superficies propensas al proceso.
La erosión química de silicatos contribuye a la secuestración de CO2 de la atmósfera. Se estima que la erosión química de rocas y minerales ha ido aumentado a lo largo del Cenozoico debido al alzamiento de montañas. Por consecuencia se ha postulado que la erosión química ha aportado significativamente al enfriamiento paulatino de la atmósfera terrestre en el Cenozoico, lo que ha llevado a la glaciación cuaternaria.
Al considerarse en una escala menor, la erosión química puede debilitar las rocas y disminuir su resistencia a las cortaduras tal como ha sido evidenciado experimentalmente para areniscas. La roca de playa es un tipo de roca que frecuentemente presenta evidencias claras de erosión química.